# Condor (golf)
Een condor is een term uit de golfsport. Een condor betekent dat een golfer vier slagen minder nodig heeft dan gemiddeld (par) op een hole.
Een condor kan alleen geslagen worden op een par 5 of par 6 hole en komt slechts zeer zelden voor. In de geschiedenis van de golfsport zijn er drie condors bekend, alle zijn geslagen op een par 5 hole en dat wil dus zeggen dat de speler een hole-in-one sloeg. Shaun Lynch sloeg in juli 1995 op de 17e hole van Teign Valley Golf Club in het Engelse Christow een condor op de 496 yard lange hole. Hij deed dat niet met de club waarmee je de langste afstand kan overbruggen, maar met een ijzer 3. In 1962 sloeg Larry Bruce op de 5e van de 480 yard lange hole van de Hope Country Club in het Amerikaanse Arkansas een condor. Beide holes zijn een dogleg.
Ook Mike Crean zou in 2002 een condor geslagen hebben. Op de 9e hole van Green Valley Ranch Golf Club in Denver sloeg Crean over 517 yard een hole-in-one. De hole heeft een hoogteverschil, wat eraan bijgedragen moet hebben, aangezien het onmogelijk is om zo'n afstand te slaan.
Andere benamingen die voor een condor worden gebruikt zijn triple-eagle en double-albatross.